# Kepler-42 d
Kepler-42 d (KOI-961 d или KOI-961.03) — экзопланета (миниземля) в системе красного карлика Kepler-42 (созвездие Лебедь). Находится на расстоянии около 126 световых лет (38,7 парсек) от Солнца.
Kepler-42 d — самая маленькая и самая далёкая от своей звезды планета в системе KOI-961, по размеру (0,57 ± 0.18 радиуса Земли) сопоставимая с Марсом (0,53 радиуса Земли). Масса планеты — <0,9 массы Земли. Один год на KOI-961 d длится почти 2 земных дня.

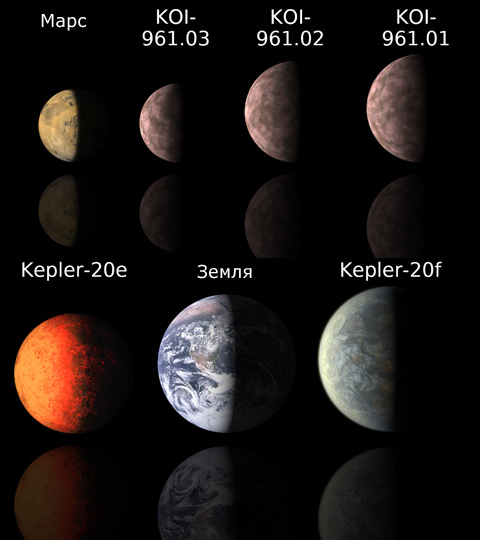
Сравнительные размеры экзопланет системы KOI-961 с Землёй и Марсом

До открытия Kepler-42 d и Kepler-42 c самыми маленькими по массе известными экзопланетами считались HD 10180 b массой 1.35 ± 0.23 M⊕ и Kepler-20 f массой 0,66 массы Земли.